# اکسالیس استریکتا
اکسالیس استریکتا (نام علمی: Oxalis stricta) نام یک گونه از سرده شبدرترشک است.